# Mount Abbl
Mount Abbl är ett berg i Kanada.   Det ligger i provinsen British Columbia, i den centrala delen av landet, 3 400 km väster om huvudstaden Ottawa. Toppen på Mount Abbl är 2 004 meter över havet.
Terrängen runt Mount Abbl är kuperad åt sydost, men åt nordväst är den bergig. Trakten runt Mount Abbl är nära nog obefolkad, med mindre än två invånare per kvadratkilometer.. Det finns inga samhällen i närheten.
I omgivningarna runt Mount Abbl växer i huvudsak barrskog.